# Stop-Loss
Stop-Loss è un film del 2008 diretto da Kimberly Peirce.
La regista ritorna a dirigere un film a nove anni di distanza dall'acclamato Boys Don't Cry basandosi questa volta sulla storia vera di Brandon Hughey, il primo disertore della guerra in Iraq.

## Trama
La pellicola racconta del Sergente Brandon King, interpretato da Ryan Phillippe, che torna dalla guerra in Iraq, accolto come un eroe dai suoi concittadini, in Texas, ma quando viene richiamato per tornare in Iraq si rifiuta di partire.
Il film percorre le vicende che vanno dalla sua ultima missione fino al ritorno in servizio.
Il sergente, tornato a casa, scopre di essere stato imbrogliato dalle autorità. Richiamato alla leva si rifiuterà e tenterà la fuga.
Il film presenta la guerra sotto il suo aspetto più tragico e malinconico, il soldato. Racconta di una generazione dispersa nell'incubo della guerra che non riesce più ad adattarsi alla vita da civile. Davanti al dramma della perdita di se stesso il soldato Brandon King si troverà a dover scegliere la via per la sopravvivenza del suo io più profondo.